# Hvalvík
Hvalvík es un pueblo que pertenece al municipio de Sundini, en las Islas Feroe, Dinamarca. Está localizado en la costa oriental de la isla Streymoy. Para 2011 tenía una población de 223 habitantes.
Hvalvík se enclava en un pequeño valle de origen glaciar junto al estrecho de Sundini. El río Storá divide a Hvalvík del pueblo vecino de Streymnes. Ambas localidades forman un continuo demográfico que aglutina 455 habitantes. Hvalvík tiene iglesia, escuela primaria, y biblioteca.
Su nombre significa "bahía de ballenas", y tiene una larga tradición en la caza de cetáceos. El valle es propicio para la agricultura.
Hvalvík se menciona por primera en la Hundabrævið, un documento de finales del siglo XIV. Hvalvík constituyó un municipio propio en 1913, e incluía además a los pueblos de Streymnes y Nesvík. El municipio se disolvió en 2005, cuando sus pueblos quedaron integrados en el municipio de Sundini. 
La iglesia de Hvalvík sirve tanto al pueblo homónimo como a Streymnes. Es una construcción típica feroesa de madera pintada de negro y con techo vegetal, cuya construcción se realizó en 1829. Su púlpito proviene de la catedral de Tórshavn.